# You Can't Do That
"You Can't do That" é uma canção composta por John Lennon, e creditada a Lennon/McCartney. Foi gravada pela banda britânica The Beatles e lançada no lado B do single "Can't Buy Me Love". Posteriormente, foi inclusa no álbum A Hard Day's Night, de 1964.